# Взрыв в больнице Ибн аль-Хатыб (Багдад)
Взрыв в больнице Ибн аль-Хатыб — взрыв с последующим пожаром, произошедший 24 апреля 2021 года в больнице для пациентов с коронавирусной инфекцией COVID-19 в Багдаде (Ирак).

## Пожар
На момент пожара внутри находилось несколько сотен человек. Огонь распространился за три минуты. По сообщениям спасателей, около 200 человек удалось вывести из огня.
В результате пожара погибло 82 человека, при этом первоначально назывались цифры меньше – 58 погибших.
Число пострадавших от пожара составило 110 человек, часть из них находятся в критическом состоянии.

## Причины пожара
По предварительным данным, причиной пожара стал взрыв в хранилище кислородных баллонов, которые находились в больнице для обеспечения жизни пациентов, нуждающихся в аппаратах ИВЛ.

## Реакция МВД Ирака и следствие
В стране объявлен трехдневный траур. После пожара глава Минздрава Ирака и губернатор Багдада отправились в отставку.
Следователями задержаны руководство больницы, где произошел пожар, и сотрудники службы безопасности.
По предварительным данным, больница не была оборудована необходимыми системами пожаротушения.